# アニマルセラピー

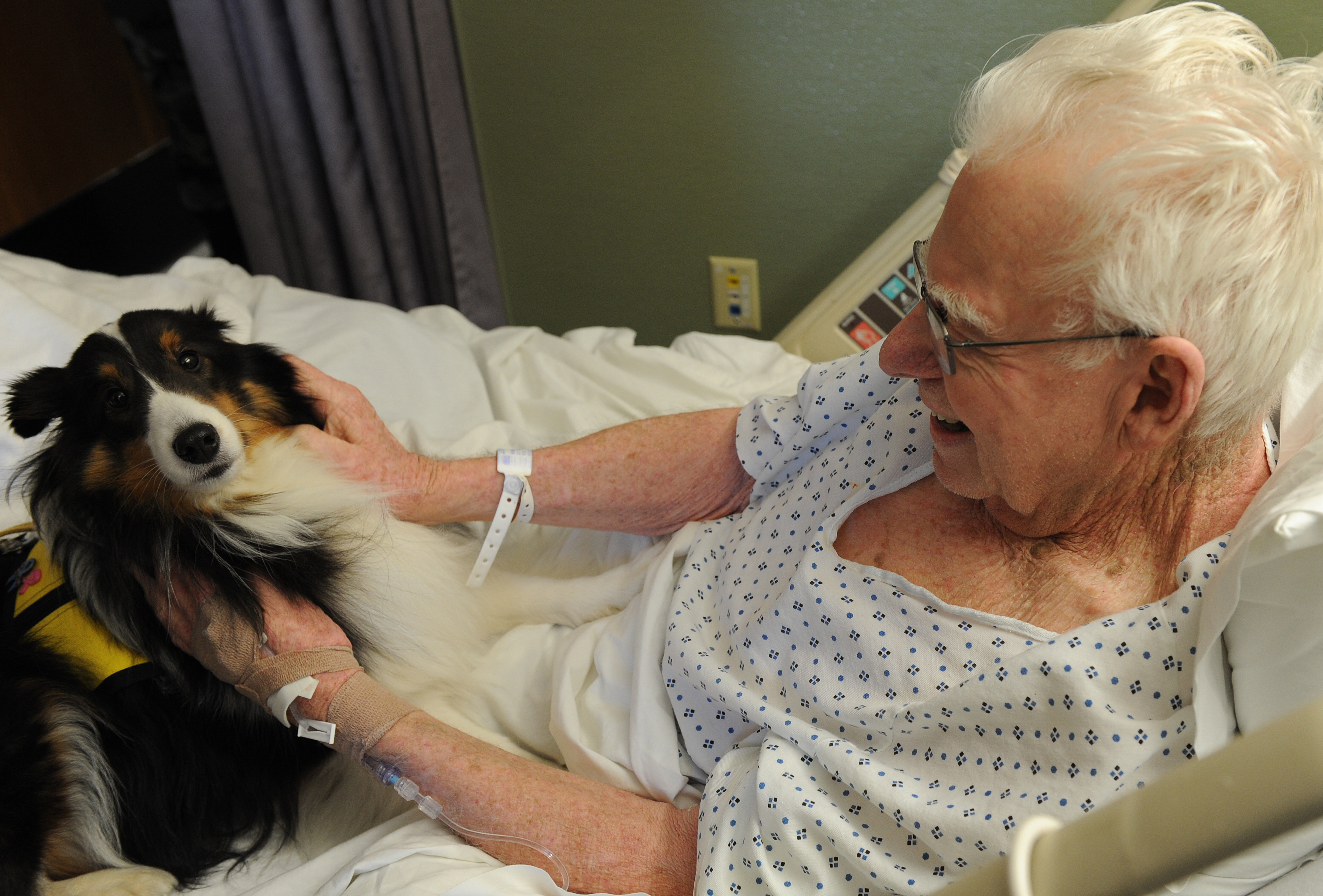
セラピードックと患者

アニマルセラピーは、動物を使ったセラピー手法のこと。日本での造語である。
医療従事者が治療の補助として用いる動物介在療法 (Animal Assisted Therapy, AAT) と、動物とのふれあいを通じた生活の質の向上を目的とする動物介在活動 (Animal Assisted Activity, AAA) に分類される。
アニマルセラピーの利点として、生理的利点・心理的利点・社会的利点の3点が挙げられる。

## 概要
アニマルセラピーとは、動物と触れ合わせることでその人に内在するストレスを軽減させたり、あるいは当人に自信を持たせたりといったことを通じて精神的な健康を回復させることができると考えられている。
不登校や引きこもりといった問題、あるいは小児がん（→悪性腫瘍）などの治癒力強化を目指す技術の1つとして知られ、馬（乗馬）やイルカなど、情緒水準が高度と言われる哺乳類との交流を通じて、他者を信頼できるようになるという。馬を通じたアニマルセラピーは、モンゴル国で盛んに行われている。日本でも近年、乗馬療法、治療的乗馬、ホースセラピー、障害者乗馬などの名称で行われている。
他にも高齢者医療（→高齢者福祉）や難病など長期間の入院を余儀なくされている患者の気晴らしに犬や猫などペットと触れ合わせたりといった活動も知られており、情緒面での好作用によるクオリティ・オブ・ライフ（生活の質）の改善といった期待ももたれている。人と人の間の潤滑油となり、間に動物がいると見知らぬ人でも無意識的に警戒心を解いてしまう。注意点としては、長時間触れ続けるなど動物にストレスを感じさせてはいけない。好きだからこそ距離を置いて付き合うことが大切である。
難病で生存への意欲が低下している患者にペットないしコンパニオンアニマルを宛がい、動物の世話を介して生活習慣を付けさせるなどの活動も報告されている一方、情緒障害や精神疾患などで対人関係に疲弊していた人の回復期に行ったり、または身体の障害でリハビリテーションを必要としている人に「動物の世話をさせる」という目的を与えて、それら作業を通じてリハビリを行うという様式も行われている。精神科医の森田正馬も療法に動物との接触を取り入れた。だが、精神の抑うつが強いと逆に負担になる危険性もある。動物が嫌いな人や動物恐怖症の人もいるため、環境に配慮して慎重に行う必要がある。
これらの応用は始まったばかりでもあり、様々な分野で試行的に行われている部分があり、今後の研究に期待が寄せられている。理論背景の一つには感覚統合理論などがある。
病院で常駐するなど高度なセラピーを行うため子犬の頃から特殊な訓練をしたセラピー犬を「ファシリティードッグ」という。
動物介在療法は、日本では、川崎市の聖マリアンナ医科大学病院、静岡県立こども病院、東京都の国立成育医療研究センターなど数か所で実施されている。

## 牛によるセラピー効果
オランダには、気分転換や感情のコントロールのために田舎の農場で時間を過ごし、2–3時間、牛の一頭と触れ合いながら一緒に休息をとるという伝統があり、「牛をハグする」という意味の Koeknufflen という単語もオランダ語には存在する。小型のペットとは異なり、牛は体格が大きいため、全身を使ってハグすることで牛の体温を直接感じることができる。また、牛の心臓の鼓動がゆっくりであることから、鼓動を直接感じることで癒されるという効果もある。実際、人間は、牛をハグすることで体内でオキシトシンと呼ばれるホルモンが増加し、これによりストレスが軽減されると考えられている。
13歳から79歳までの11人の参加者（うち女性6人、男性5人）を対象に行われた実験によれば、牛は、45分間人間と接触した後、参加者の匂いを嗅いだり舐めたりするようになったり、参加者から与えられた食べ物を受け入れたり、参加者によるハグ、毛づくろい、撫で、キスを受け入れたりするようになったことが確認された。この実験に参加した人々は、のちに、「牛にはとても癒される何かがある」「あんなに大きくて、しかもとても優しい動物の近くにいるのはとても素晴らしい」といった肯定的な感想を示した。牛のなかには積極的に人間と関わろうとした牛と、人見知りな性格ゆえに人間とはそれほど関わろうとしなかった牛がいたが、それでも時間をかけて一緒に過ごしているうちに人見知りな牛も人間と関わろうとしてくるようになった。この行動について、参加者は、「〔牛が〕私に近づいてきたとき、自分が特別なんだと認められたような気がして、とてもいい気分だった」と語っている。この実験を行った研究者によれば、牛は非常に愛情深く、好奇心旺盛で人のそばにいたがる性格をもっていることから、セラピーに適した動物であるという。なお、この実験は、牛がいつでも人間のそばから離れることができ、自由に牛舎に戻ることができる、といった具合に、牛に極力ストレスを与えない環境下で行われた。

## 法規制
アニマルセラピーを行うにあたって必要な資格要件は現在のところない。民間団体の認定資格は存在するが、公的にセラピストとしての知識や技能を保証するものではない。しかしながら、日本においてアニマルセラピー事業を行う場合は動物の愛護及び管理に関する法律にもとづき、動物取扱業（展示）の登録を行う必要がある。これに伴いアニマルセラピーを行う者は同法施行規則で定める動物取扱責任者の要件を満たさなければならない。
特に馬を用いたアニマルセラピーでは、現在日本でも乗馬関係者と医療専門職などが協力しながら行っている施設もいくつか存在する。

## 分類
以下のとおり分類される。
1. 施設訪問
2. 施設での飼育
3. 家へ訪問
4. 家における飼育
5. 屋外活動
6. 治療の補助

## 有効性評価
2015年の文献探索で、癌の苦痛緩和では有効性評価に使えるような証拠がない。2018年に同じようにし、脳卒中、多発性硬化症、脊髄損傷、うつ病、統合失調症、PTSD、認知症では、動物介在療法の研究はあり効果は認められていたが、証拠としての質を高めるためには全体的に科学的証拠としての質は低いため標準化された研究を実施する必要がある。
不安とストレス反応性を減少させるが、血圧には変動はない。

## 養成機関
帝京科学大学 - 生命環境学部アニマルサイエンス学科にアニマルセラピーコースを有し、医療科学部　作業療法学科ではアニマルセラピーの対象となる障害児・者の評価と治療などを学ぶことができる。特に海外では乗馬療法をHippotherapyといい、作業療法士、理学療法士などが治療を目的に医療的な側面からアプローチしている。もちろんスタッフは馬の関係者と共に行うことが重要である。日本でも作業療法士、理学療法士などが関わり始めている。

## 関連文献
- 『動物は身近なお医者さん：アニマル・セラピー』日本動物病院福祉協会編（広済堂出版、1996/12）ISBN 4331505634
- 『子どものためのアニマルセラピー』B.Mレビンソン、松田和義・東豊監訳（日本評論社、2002/08）ISBN 4-535-56189-3
- 『ペットの力：知られざるアニマルセラピー』マーティ・ベッカー、ダネル・モートン、寺尾まち子訳（主婦の友社、2003/05）ISBN 4072335959
- 『イルカがくれた奇跡：障害児とアニマルセラピー』カタリーナ・ツィンマー、今泉みね子訳（白水社、2006/01）　ISBN 4-560-04974-2
- 『アニマル・セラピー』川添敏弘（駿河台出版社、2009/03）ISBN 978-4-411-00399-7
- 『災害とペット　命から読み解く災害への備え』WPPグループJapan Pet Press　2020